# 野老 (書籍)
野老，中国先秦时代著作，中国最早的农书之一。
《汉书·艺文志》记载农家有《野老》十七篇，说此书“六国时，在齐楚间”。颜师古注引应劭：“年老居野，相民耕种，故曰野老。”《隋书·经籍志》已经不载，已经佚失。清朝马国翰根据《吕氏春秋》的《上农》《任地》《辩士》《审时》等篇，辑录一卷《野老书》。